# Circuit de Hedemora
El Circuit de Hedemora va ser un circuit de curses temporal situat a prop de la població homònima, al comtat de Dalarna (Suècia) que va tenir activitat entre el 1933 i el 1999. El 1958 va acollir la primera edició del Gran Premi de Suècia puntuable per al mundial motociclisme, però ja a partir de 1959 el Gran Premi es traslladà al circuit de Kristianstad, mentre que Hedemora es va continuar fent servir per a curses d'abast nacional fins al 1999. Més recentment, Hedemora ha acollit algun ral·li de motos d'època.

## Història
El circuit, que recorria carreteres locals normalment obertes al trànsit, es va estrenar el 1933 com a seu del Swedish TT, una cursa inspirada en el TT de l'Illa de Man. El TT es va repetir a Hedemora l'any següent i després es va traslladar al circuit d'Avesta, també al Comtat de Dalarna.
El circuit de Hedemora va reprendre l'activitat el 1949 com a seu de l'ara anomenat Hedemora TT. A començaments de la dècada del 1950 va acollir també una cursa de Fórmula 1, tot i que no puntuable per al campionat del món. El 1954, la FIM va concedir l'ús del nom "Tourist Trophy" només al de l'Illa de Man i al Gran Premi dels Països Baixos, conegut com a Dutch TT. Per aquest motiu, la cursa de Hedemora es va rebatejar com a Gran Premi de Suècia de motociclisme.
El 1958, el Gran Premi de Hedemora va ser puntuable per primera vegada per al campionat del món. Disputat entre el 26 i el 27 de juliol, l'esdeveniment constava de curses de totes les classes tret dels sidecars. Geoff Duke (Norton) va guanyar les curses de 350cc i 500cc; als 250cc, Horst Fügner va aconseguir la primera victòria del fabricant de l'Alemanya Oriental MZ (i la segona d'una moto de dos temps) a la categoria. Als 125cc, la victòria fou per a Alberto Gandossi (Ducati).
A causa de diversos accidents esdevinguts durant el cap de setmana del Gran Premi, es va decidir de traslladar-lo a Kristianstad en futures ocasions.